# EUROCONTROL
Evropska organizacija za bezbednost vazdušne plovidbe (engl. EUROCONTROL, European Organisation for the Safety of Air Navigation) je međunarodna organizacija, osnovana 1963. godine, čiji je primarni cilj razvoj neprekinutog, sveevropskog sistema upravljanja vazdušnim saobraćajem, da bi se region uspešno suočio sa predviđenim rastom saobraćaja, tako da se održi visok nivo bezbednosti, smanje troškovi i poštuje životna sredina.
Zakonska osnova rada EUROCONTROL-a je međunarodna konvencija iz 1960. godine, izmenjena 1997. godine.

## Organizacija
radi kroz tri osnovna tela: komisiju, privremeni savet i agenciju. Komisija je najviše upravno telo, čine ga resorni ministri zemalja članica. Komisija propisuje načela rada, donosi najvažnije odluke i upravlja strategijom EUROCONTROL-a. Privremeni savet se sastoji od najviših rukovodioca civilnih i vazduhoplovnih vlasti zemalja članica, kao i predstavnika drugih međunarodnih vazduhoplovnih organizacija sa kojima EUROCONTROL sarađuje. Agenciju čine zaposleni koji sprovode planove i projekte EUROCONTROL-a.
Osim ovih tela, postoje komisije, komiteti i grupe zadužene za pojedine zadatke koje su pod rukovodstvom saveta ili komisije.
Sedište EUROCONTROL-a je u Briselu, a poslovnice u Belgiji, Holandiji, Francuskoj, Luksemburgu, Češkoj Republici i Mađarskoj.

## Aktivnosti

### Strategija i planiranje
razvija zajedničku strategiju Evrope iz oblasti vazdušne plovidbe. U evropskom regionu postojanje velikog broja malih država od kojih je svaka odgovorna za svoj vazdušni prostor, zajedno sa velikom gustinom vazdušnog saobraćaja komplikuje situaciju u vazduhoplovstvu. Sadašnji i planirani porast vazdušnog saobraćaja, zahteva da se harmonizuju i ujednače pravila, procedure i postupci na celoj teritoriji Evrope, što se sprovodi uz pomoć:
- istraživanja i razvoja
- izrade standarda i regulative
- harmonizovanog planiranja i koordinacije projekata na evropskom nivou, tj. izrade evropskog konvergencionog i implementacionog plana (engl. European Convergence and Implementation Plan — ECIP)[2]

### Operativni poslovi
upravlja centrom za kontrolu letenja u Mastrihtu (engl. Maastricht Upper Area Control Centre — MUAC) koji je nadležan za kontrolu letenja u gornjem vazdušnom prostoru (otprilike visina iznad 7,5 ) iznad Belgije, Luksemburga, Holandije i severozapada Nemačke. To je drugi centar kontrole letenja u Evropi po pitanju gustine saobraćaja, koji prosečno ima oko 3800 letova dnevno, a tokom letnjeg perioda oko 4800 letova dnevno. Mastriht je prvi centar za kontrolu letenja u Evropi čija se nadležnost odnosi na vazdušni prostor više od jedne države. U Mastrihtu, EUROCONTROL uvodi i testira nove tehnologije za kontrolu vazdušnog saobraćaja i prikuplja iskustva za implementaciju u ostalim regionima Evrope.
Drugi bitan operativni posao koji EUROCONTROL obavlja je upravljanje protokom i kapacitetom vazdušnog saobraćaja Evrope iz centralne jedinice (engl. Central Flow Management Unit — CFMU).
CFMU je centar kome se moraju prijaviti svi planirani letovi i koji u stalnom kontaktu sa centrima kontrole letenja i sa korisnicima vazdušnog prostora obezbeđuje da se ne pređu maksimalni kapaciteti.

### Ostali poslovi
Otali poslovi kojima se EUROCONTROL bavi su obuka, naplata rutnih naknada i koordinacija projekata i programa.
EUROCONTROL-ov Institut za obuku u Luksemburgu pruža širok spektar kurseva iz raznih disciplina od značaja za vazdušnu plovidbu: kontrole letenja, bezbednosti, upravljanja vazdušnim prostorom, tehnologije komunikacije, navigacije i nadzora vazduhoplova (engl. Communication Navigation Surveilance — CNS), ljudskog faktora i sl. Jedan deo ponude Instituta su onlajnOnline kursevi
Zemlje članice EUROCONTROL-a su usvojile zajedničke principe naplate usluga vazdušne plovidbe, prema kome te usluge plaćaju korisnici vazdušnog prostora. Centralni ured za naplatu preleta koordiniše naplatu preleta u smislu planiranja troškova, ugovaranja cena, naplate naknada od korisnika vazdušnog prostora i isplate pružaocima usluga vazdušne plovidbe.

## Članstvo
Članstvo u EUROCONTROL-u do 2007. godine ima 38 zemalja. EUROCONTROL nije institucija Evropske unije.
Srbija je članica EUROCONTROL-a od 1. jula 2005. godine.
Članice EUROCONTROL-a, Evropske unije i ECAC-a:
- Austrija (1993)
- Belgija (1960)
- Bugarska (1997)
- Češka Republika (1996)
- Danska (1994)
- Finska (2001)
- Francuska (1960)
- Grčka (1988)
- Holandija (1960)
- Irska (1965)
- Italija (1996)
- Kipar (1991)
- Litvanija (2006)
- Luksemburg (1960)
- Mađarska (1992)
- Malta (1989)
- Nemačka (1960)
- Poljska (2004)
- Portugal (1986)
- Rumunija (1996)
- Slovačka (1997)
- Slovenija (1995)
- Španija (1997)
- Švedska (1995)
- Ujedinjeno Kraljevstvo (1960)

Članice EUROCONTROL-a i ECAC-a van Evropske unije:
- Albanija (2002)
- Bosna i Hercegovina (2004)
- Crna Gora (2007)
- Hrvatska (1997)
- Jermenija (2006)
- Severna Makedonija (1998)
- Moldavija (2000)
- Monako (1997)
- Norveška (1994)
- Srbija (2005, kao SCG)
- Švajcarska (1992)
- Turska (1989)
- Ukrajina (2004)

Evropske zemlje koje nisu članice:
- članice EU i ECAC-a:
  - Estonija
  - Letonija
- članice ECAC-a:
  - Azerbejdžan
  - Gruzija
  - Island

## Spoljašnje veze
- Zvanična prezentacija EUROCONTROL-a (језик: енглески)
- Članak: "Being in control at Eurocontrol" (језик: енглески)